# Réveillon (Epte)
Der Réveillon (manchmal auch ohne Akzent geschrieben) ist ein kleiner Fluss in Frankreich, der im Grenzgebiet zwischen den Regionen Hauts-de-France und Normandie verläuft. Er entspringt am Ortsrand von Boubiers, entwässert generell in nordwestlicher Richtung und mündet nach rund 11 Kilometern im Stadtgebiet von Gisors als linker Nebenfluss in die Epte. Auf seinem Weg durchquert der Réveillon die Départements Oise und Eure.

## Orte am Fluss
(Reihenfolge in Fließrichtung)
- Boubiers
- Reilly
- Delincourt
- Gisors

## Zuflüsse
Der einzige nennenswerte Zufluss ist der Ruisseau de Frangicourt.